# 大蔵町 (町田市)
大蔵町（おおくらまち, Ohkuramachi）は、東京都町田市の町名。「丁目」の設定のない単独町名である。郵便番号は195-0062。

## 地理
町田市の北部に位置する。東西に鶴見川が流れ、西の町境には小野路川が流れ、鶴見川に合流する。
東は能ヶ谷、東南は神奈川県川崎市麻生区の飛び地である岡上、南は金井ヶ丘と金井、西は野津田町と小野路町、北西は真光寺町、北は鶴川と接する。

### 河川
- 鶴見川
- 小野路川

### 地価
住宅地の地価は、2014年（平成26年）1月1日の公示地価によれば、大蔵町字大蔵399番4の地点で12万9000円/m2となっている。

## 歴史
武蔵国都筑郡余戸郷に属し、その後、多摩郡小山田庄に属し、その後、多摩郡柚木領に属した。村は大蔵村と台村に分割された。
明治時代後半から、大蔵の農家では副業として養蚕が盛んに行われた。1897年（明治30年）に蚕糸を扱う「鶴見川合資会社」ができ、横浜の貿易会社を通して米国に輸出されたが、1914年（大正3年）に閉鎖された。昭和の初めごろから繭（まゆ）の大部分は八王子片倉の片倉製糸工場に出荷された。

### 地名の由来
鎌倉時代に大蔵三郎竹高という者が住んでおりここから地名に採られたとも伝わる。また、市川家の家伝「市川系譜」に、景行天皇40年以降、東夷征伐の準備のために近郷の貢米を保管するための蔵を設けたので、大蔵の郷と呼ばれるようになり、後に村名なったとも伝わる。しかし、地名の由来については単に大きな蔵があったためそう呼ばれたなどという言い伝えもあり、定かではない。

### 沿革
- 1590年（天正18年） - 徳川家康の領地になる。
- 1666年（寛文6年） - 大蔵村と台村が合併し、もとの一村になる。
- 1698年（元禄11年） - 分割され旗本3家（大久保勘三郎忠行、大河内善左衛門、大河内平十郎）の知行地になる。
- 1868年（慶応4年、明治元年） - 武蔵知県事の管轄となり、その後東京府、さらに神奈川県に移管される。
- 1871年（明治4年） - 区制により第三〇区となる。
- 1873年（明治6年） - 区番組制により第八区四番組となる。
- 1874年（明治7年） - 大区小区制により第八大区一小区となる。
- 1884年（明治17年） - 連合戸長役場制により小野路村戸長役場の管轄となる。
- 1889年（明治22年） - 大蔵村と野津田村、小野路村、金井村、真光寺村、広袴村、能ヶ谷村、三輪村が合併し、南多摩郡鶴川村大字大蔵となる。
- 1893年（明治26年） - 神奈川県のうち、西多摩郡、南多摩郡、北多摩郡を東京府に移管され、東京府南多摩郡鶴川村大字大蔵となる。
- 1943年（昭和18年） - 東京都制により、東京都南多摩郡鶴川村大字大蔵となる。
- 1958年（昭和33年） - 町田町、鶴川村、忠生村、堺村が合併し、町田市大蔵町となる。
- 1968年（昭和43年）8月1日 - 大蔵町、能ヶ谷町、真光寺町、広袴町の一部より、鶴川一〜六丁目を新設。
- 1994年（平成6年）7月18日 - 大蔵町、金井町の一部で住居表示を実施し、金井四〜八丁目を新設。

## 世帯数と人口
2018年（平成30年）1月1日現在の世帯数と人口は以下の通りである。
| 町丁   | 世帯数    | 人口    |
| ------ | --------- | ------- |
| 大蔵町 | 3,992世帯 | 9,048人 |

## 小・中学校の学区
市立小・中学校に通う場合、学区は以下の通りとなる。
| 番地 | 小学校                 | 中学校               | 選択可能校             |
| --- | ---------------------- | -------------------- | ---------------------- |
| 1610～1614番地、1632～1633番地 2746～2760番地                                                                                        | 町田市立鶴川第四小学校 | 町田市立真光寺中学校 |                        |
| 161番地、241～242番地 244～245番地、2143～2148 2162～2232番地                                                                        | 町田市立大蔵小学校     | 町田市立鶴川中学校   | 町田市立鶴川第二中学校 |
| 1～7番地、12～160番地 162～202番地、213番地の3・6～8 5001～5007番地                                                                  | 町田市立大蔵小学校     | 町田市立鶴川中学校   | 町田市立金井中学校     |
| 203～212番地、213番地の1～2 214～240番地、243番地の8～13 246～1605番地、1635～2142番地 2149～2161番地、2761～3180番地 3500～3511番地 | 町田市立大蔵小学校     | 町田市立鶴川中学校   |                        |

## 交通

### 鉄道
小田急電鉄小田原線の鶴川駅が最寄り駅である。

### 路線バス
「下大蔵」バス停留所などから神奈川中央交通の路線バスで鶴川駅行きをはじめ、町田駅行き、多摩センター駅行き、若葉台駅、聖蹟桜ヶ丘駅行き（永山駅経由）などがある。

### 道路
- 東京都道57号相模原大蔵町線（芝溝街道） - 東側の始点にあたる。
- 東京都道3号世田谷町田線（鶴川街道）
- 東京都道18号府中町田線（鎌倉街道）
- 東京都道19号町田調布線
- 鶴川団地中央通り
- 薬師台通り

## 施設

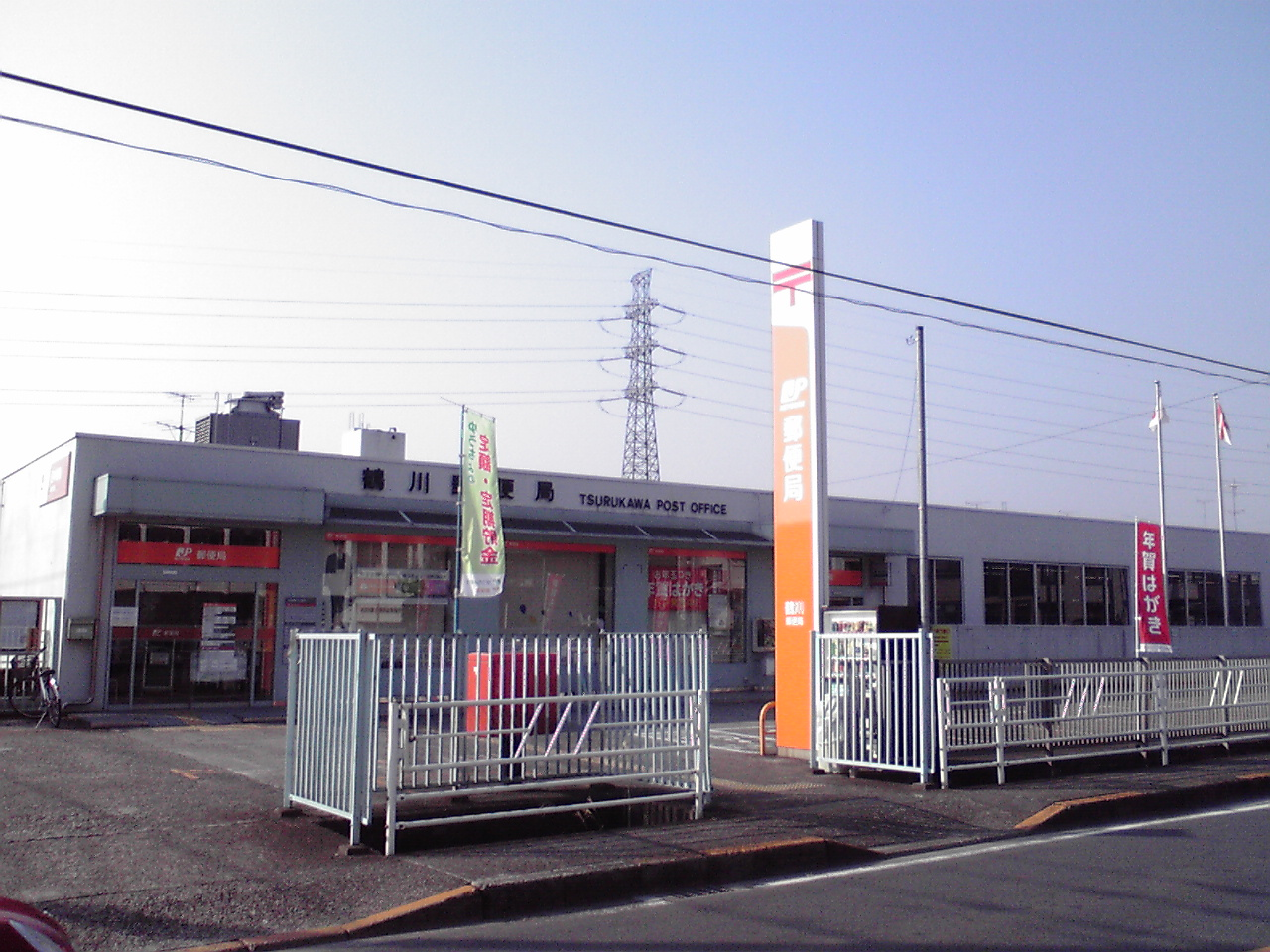
鶴川郵便局

行政
- 鶴川市民センター
- 子どもセンターつるっこ

教育
- 小学校
  - 町田市立大蔵小学校

商業
- マルエツ町田鶴川店
- 肉のハナマサ鶴川店

農業協同組合
- JA町田市鶴川支店

警察
- 町田警察署大蔵駐在所

郵便局
- 鶴川郵便局

寺院・神社
- 慶性寺
- 縁覚寺
- 安全寺
- 春日神社